# Mikola Sadkowitsch
Mikola Fjodarowitsch Sadkowitsch (belarussisch Мікола Фёдаровіч Садковіч; russisch Николай Фёдорович Садкович Nikolai Fjodorowitsch Sadkowitsch; * 8.jul. / 21. Januar 1907greg. in Orscha, Russisches Kaiserreich; † 16. August 1968 in Moskau) war ein sowjetischer Filmregisseur, Drehbuchautor, Schriftsteller und Kulturfunktionär.

## Leben und Leistungen
Sadkowitsch schloss 1928 die Moskauer Filmschule im Fach Regie ab und drehte ein Jahr später zusammen mit Lew Wladimirowitsch Golub die Komödie Счастливые кольца (Stschastliwyje kolza). Als Vorlage diente Walentin Katajews Erzählung Ножи (Noschi). Von 1930 bis 1933 war er für Sowkino tätig, wechselte aber 1934 in die Ukrainische SSR und drehte bis 1941 in Odessa und Kiew. 1939 entstand mit Шуми, городок (Schumi, gorodok) Sadkowitschs erste selbständige Regiearbeit, gefolgt von einer 1941 uraufgeführten Adaption von Mainacht oder Die Ertrunkene. Nach Ausbruch des Deutsch-Sowjetischen Krieges arbeitete er bis 1942 beim ZOKS, wo unter seiner Beteiligung der achte und elfte Teil der Filmreihe Боевой киносборник (Bojewoi kinosbornik) gedreht wurden. Ihm unterstand außerdem die dafür verantwortliche Filmgruppe. Bis Kriegsende war er bei Sojusdetfilm und dem Zentralen Dokumentarfilmstudio (ZSDF) aktiv und dabei für die Aufnahmen belarussischer Partisanen verantwortlich. Im August 1944 nahm ihn die KPdSU als Mitglied auf.
Von 1946 bis 1949 und noch einmal von 1950 bis 1953 war Sadkowitsch Minister für Filmwesen in der Belarussischen SSR (BSSR), in der Zwischenzeit nahm er den Direktorenposten im ZSDF ein. Außerdem gehörte er als Abgeordneter von 1947 bis 1959 dem Obersten Sowjet der BSSR an. 1950 entstand mit dem Dokumentarfilm Демократическая Германия (Demokratitscheskaja Germanija) sein letztes Regiewerk. 1953 wurde er zum stellvertretenden Kulturminister der BSSR ernannt und leitete ab 1956 für ein Jahr den Sowexportfilm-Vertrieb in Großbritannien.
Sadkowitsch schrieb bis ans Ende seines Lebens auch diverse Drehbücher, darunter für sieben eigene Regiearbeiten. Während die von ihm gedrehten Spielfilme im Genre variieren, waren seine Dokumentationen ausschließlich politischen Inhalts. Unter anderem stammt das Skript zu Судебный процесс в Бобруйске (Sudebny prozess w Bobruiske), einer Produktion über den Minsker Prozess, von ihm.
Neben der Tätigkeit im Filmwesen trat Sadkowitsch bereits in den 1930er Jahren als Autor von Essays und Kurzgeschichten in Erscheinung. Später schrieb er auch Romane und veröffentlichte Tagebuchaufzeichnungen.

## Ehrungen
Sadkowitsch war Träger folgender Titel und Auszeichnungen:
- 1944: Titel Verdienter Künstler der BSSR
- 1946: Medaille „Für heldenmütige Arbeit im Großen Vaterländischen Krieg 1941–1945“
- 1946: Medaille „Sieg über Deutschland“
- 1946: Medaille „Partisan des Vaterländischen Krieges“ I. Klasse
- 1951: Stalinpreis für Demokratitscheskaja Germanija